# Félix Desille
Félix Desille, né le 20 septembre 1869 à Laval où il est mort le 17 octobre 1952, est un journaliste et dessinateur français.

## Biographie
Il est expert-comptable à Laval dans les années 1930. Dessinateur, il est l'auteur de nombreuses notes et croquis sur le département de la Mayenne. 
Il a publié un roman historique en 1898 : Jehan Fouquet, le Meunier Lavallois [1429], et des articles dans les journaux locaux, dont Laval-Républicain. Il a effectué plusieurs dessins et rédigé Les cahiers de la guerre. sous le pseudonyme de Liz.
Une exposition lui est consacrée en 2008 aux Archives départementales de la Mayenne.